# Зингер, Гали-Дана
Гали-Дана Зингер (род. 23 апреля 1962, Ленинград) — израильский поэт (пишет на русском языке, иврите и английском), переводчик, фотограф, редактор.

## Биография
Дочь математика Владимира Мазья.
Училась на театроведческом факультете Ленинградского государственного института театра, музыки и кинематографии. В 1985—1988 гг. вместе с мужем, художником и писателем Некодом Зингером жила в Риге. В 1988 г. они репатриировались в Израиль. Живут в Иерусалиме.
Автор семи книг стихов на русском языке, опубликованных в Израиле, России, Латвии. Опубликовала также четыре книги стихов на иврите.
За русские стихи удостоена в Израиле премии Я. Цабана для пишущих на иностранных языках (1997), за стихи на иврите — премии «Поэзия 2000» и премии премьер-министра Израиля (2004).
Переводила с русского языка на иврит произведения Александра Введенского, Даниила Хармса, Иосифа Бродского, Дмитрия А. Пригова, Льва Рубинштейна, Елены Шварц, Павла Пепперштейна, Анри Волохонского и многих других. С иврита на русский язык перевела стихи Леи Гольдберг, Дана Пагиса, Авота Йешуруна, Хези Лескли, Йоны Волах, Меира Визельтира, Исраэля Элираза, Эфрат Мишори и других поэтов Израиля. С английского на русский переводила, в частности, Энн Карсон, Дэвида Шапиро и Стивена Эллиса.
Соредактор (с 1995 г., вместе с Некодом Зингером) литературных журналов «И. О.», «Двоеточие». «Точка, точка, запятая» и «Каракёй и Кадикёй»

## Книги на русском языке
- Сборник. — Иерусалим: Аудитория, 1992
- Адель Килька. Из. 1985. — Иерусалим: Аудитория, 1993
- Осаждённый Ярусарим. — Иерусалим: Гешарим; М.: Мосты культуры, 2002. — 160 с.
- Часть це: Книга стихов. — М. : АРГО-РИСК ; Тверь : KOLONNA Publications, 2005 (Тип. Россельхозакадемии). — 103 с.; 17 см. — (Воздух; Кн. 3).; ISBN 5-94128-108-0
- Хождение за назначенную черту / Предисловие Натальи Горбаневской. — М.: Новое литературное обозрение, 2009. — 280 с. — ISBN 978-5-86793-697-6
- Точки схода, точка исчезновения / Предисловие Анатолия Жигалова, послесловие Александра Житенёва. — М.: Новое литературное обозрение, 2013. — 184, [3] с.: фот.; 21 см. — (Новая поэзия: НВП).; ISBN 978-5-4448-0095-9
- Взмах и взмах: [Стихотворения и поэмы]. — Озолниеки: Литература без границ, 2016. — 55 с.; 21 см. — (Поэзия без границ).; ISBN 978-5-9934-8568-5-3
- Всё, на что падает свет. — Иерусалим: Двоеточие, 2022 — 132 с.
- земля земля. — Иерусалим: Двоеточие, 2024 — 90 с.

## Переводы
- Мир да пребудет с вами. Стихи современных поэтов Израиля: Сборник / Пер. с иврита Г.-Д. Зингер. — М. : Радуга, 1998 . — 96 с. — ISBN 5-05-004643-2
- Давид Гроссман. С кем бы побегать : [для старшего школьного возраста : от 15 до 18] / Пер. с иврита: Гали-Дана Зингер, Некод Зингер. — Москва : Розовый жираф, 2011. — 425, [1] с.; 23 см. — (Вот это книга!).; ISBN 978-5-903497-50-8 (в пер.)
- Исраэль Элираз. Гёльдерлин и другие стихотворения / Пер. с иврита Г.-Д. Зингер. — М.: Книжное обозрение (АРГО-РИСК), 2013. — 72 с. 978-5-86856-244-0
- Йона Волах. Дела / Пер. с иврита Г.-Д. Зингер. — Калининград: phocaBooks, 2016. — 62 с. ISBN 978-5-9907950-0-6
- Хези Лескли. Палец / Пер. с иврита Г.-Д. Зингер. — Калининград: phocaBooks, 2016. — 86 с. ISBN 978-5-9907950-1-3
- Дэвид Шапиро. Человек без книги. / Пер. с англ. Г.-Д. Зингер. — Ozolnieki: Literature Without Borders, 2016. — 64 с. ISBN 978-9934-8568-9-1
- Стивен Эллис. Делай так / Пер. с англ. Г.-Д. Зингер. — «Free Poetry», 2020. — 98 с. ISBN 978-5-6040432-5-7
- Эфрат Мишори. Избавительница от смерти и изготовители сэндвичей / Пер. с иврита Г.-Д. Зингер. — Ozolnieki: Literature Without Borders, 2021. ISBN 978-9934-8867-9-9
- Деннис Силк. Трифон и другие / Пер. с иврита: Гали-Дана Зингер, Некод Зингер. — Москва: всегоничего, 2021. — 90 с.